# 伊犁阿拉套国家公园
伊犁阿拉套国家公园全称伊犁阿拉套公立国家自然公园，是哈萨克斯坦的一个国家公园。其成立于1996年，覆盖了约200,000公顷的面积。公园毗邻塔尔加尔峰周围的阿拉木图自然保护区。
公园内的景观包括林地、高山草甸、冰川和湖泊。树木有杏树、枫树和苹果树等。共有300种鸟类和动物记录在册。  公园内栖息着雪豹、中亚猞猁、天山棕熊、中亚石貂、西伯利亚山羊、胡兀鹫和金雕。也栖息着一些知名的鸟类包括暗腹雪鸡、鹮嘴鹬、角鸮和三趾啄木鸟。某些被认为其角有药用价值的鹿也在公园的保护范围内。